# Велиев, Вилаят Мамед оглы
Вилаят Мамед оглы Велиев (азерб. Vilayət Məmməd oğlu Vəliyev; род. 28 марта 1960) — азербайджанский экономист. Ректор Азербайджанского технического университета (с 2019).

## Биография
Родился 28 марта 1960 года. В 1978 году окончил профессионально-техническую школу №49 г. Сумгаит.
В 1983 году окончил факультет прикладной математики Азербайджанского государственного университета. 
В 1989 году окончил аспирантуру  Института проблем месторождений глубоководной нефти и газа НАНА. В 1990 году защитил кандидатскую диссертацию на тему «Разработка и эксплуатация нефтегазовых месторождений» (05.15.06). Получил степень кандидата технических наук.
В 1999 году окончил докторантуру Института проблем месторождений глубоководной нефти и газа НАНА.
В 1999 году проходил обучение и проводил научные исследования в Оклахомском университете на тему «Экономики переходного периода, зависимые от экспорта одного вида продукции».
В 2004 году окончил юридический факультет Бакинского государственного университета.
В 2007 году защитил диссертацию в Институте кибернетики НАНА на тему «Математические и инструментальные средства экономики» (08.00.13). Получил степень доктора экономических наук.
С 1983 по 2003 год являлся старшим лаборантом, инженером, старшим инженером, младшим научным сотрудником, научным сотрудником, затем старшим, ведущим и главным научным сотрудником, начальником сектора, начальником отдела Института проблем месторождений глубоководной нефти и газа НАНА.
В 1992 году проводил исследования в научном центре компании «Unocal», в 1994 году — в научном центре компании «Pennzoil».
С 2003 года по 2011 год, после объединения Института нефти и газа и Института геологии, являлся начальником отдела экономических исследований проблем нефти и газа Института геологии Азербайджана.
В 2013 году получил звание профессора по специальности «Эконометрия, экономическая статистика».
Заслуженный деятель науки Азербайджана (21 октября 2014).
С 2001 по 2015 год являлся членом диссертационного совета Бакинского государственного университета.
С 2009 по 2019 год являлся директором НИИ экономических преобразований при Министерстве экономики Азербайджана.
С 1990 года проводит исследования и подготавливает проекты в области разведки, разработки, эксплуатации, транспортировки нефти и газа в регионе для ГНКАР, BP, Unocal, Pennzoil, в том числе технико-экономическую и коммерческую оценку, планы перспективного развития и прогнозирования, создание информационных баз.
Участвовал и являлся руководителем местных и международных проектов в области энергетики, социально-экономического развития, энергетической политики, связи образования и промышленности, финансировавшихся Всемирным банком, ЕБРР, Азиатским банком развития, USAID, ЕС, Германским агентством по международному сотрудничеству, Турецким агентством по сотрудничеству и координации, Организацией экономического сотрудничества.
С 2012 года является профессором Национальной академии авиации Азербайджана.
С 1994 года является членом Международной ассоциации экономики энергетики.
Автор 112 научных работ. Из них 40 опубликовано за рубежом. Автор 1 монографии, 1 учебника.
Подготовил 12 кандидатов наук и докторов философии.
Является председателем экспертного совета по экономическим наукам Высшей аттестационной комиссии Азербайджана.
Член совета по координации и организации республиканских научных исследований НАНА.
Главный редактор журнала «Экономика» Организации экономического сотрудничества.
Член редакции журналов «Азербайджанская нефтяная отрасль» (Азербайджан), «Экономика и социология» (Молдова), «Проблемы информационного общества» (Азербайджан), «Экономика и управление» (Россия).
Ректор Азербайджанского технического университета (с 31 июля 2019).